# Hentigia
Hentigia – rodzaj stawonogów z wymarłej gromady trylobitów, z rzędu Proetida.
Żyły w okresie permu (sakmar).